# Periimplantitis
La periimplantitis es un proceso inflamatorio que afecta los tejidos alrededor de un implante dental integrado en función, resultando en pérdida de soporte óseo. (1)
Es importante diferenciar lo de la mucocitis, que es la inflamación reversible de tejidos blandos alrededor de implantes en función. A partir del 2017 estas dos condiciones también se incluyeron en la nueva clasificación de enfermedades periodontales y periimplantarias de el World Workshop On The Classification Of Periodontal And Peri-Implant Diseases And Conditions. Antes de que se desarrolle la periimplantitis siempre se presenta primero la inflamación reversible de los tejidos blandos alrededor del implante (mucocitis): si no se trata a tiempo evoluciona a la periimplantitis, que conlleva la pérdida ósea marginal del implante.
Etiología
Tanto la periimplantitis y la mucocitis al igual que la gingivitis y periodontitis tienen como factor primario el acumulo de bacterias (biofilm) en la superficie del aditamento, corona y superficie del implante. Se ha demostrado que la composición de este biofilm también es muy parecido al biofim que causa periodontitis y gingivitis. Por eso el control de biofim es esencial para evitar el desarrollo de esta enfermedad. (5)
Factores de riesgo
Se ha demostrado que hay diferentes factores que facilitan el desarrollo de esta enfermedad o aceleran su progresión, como: 
•	Tabaquismo
•	Historia de periodontitis 
•	Enfermedades sistémicas no controladas
•	Mal control de placa dental bacteriana
•	Falta de encía queratinizada
•	Mal diseño protésico
•	Restos de cemento subgingival
•	Fractura del implante 
Algunos factores causan un mayor acúmulo de biofim, como el mal control de placa dental bacteriana, mal diseño protésico y restos de cemento subgingival. Por otro lado hay factores que tienen un efecto sistémico en el paciente como son: pacientes que previamente padecieron de periodontitis y ya tienen una flora bacteriana que los predispone a esta enfermedad o también tabaquismo y enfermedades sistémicas no controladas, que predisponen al cuerpo a que la mucocitis se vuelva periimplatitis o que la periimplantitis progrese más rápido.
Signos y Síntomas 
La periimplantitis generalmente no está acompañada de dolor de la zona, pero hay algunos signos clínicos y radiográficos que nos pueden indicar su presencia (2): 
•	Sangrado al Sondeo con ligera presión
•	Supuración 
•	Movilidad del implante
•	Edema y/o Eritema de la zona
•	Profundidades sondeables mayores a 4 mm
•	Pérdida ósea marginal (muchas veces con defecto en forma de cráter circunferencial)
Es importante recordar que no hay un signo patognomónico de la periimplantitis, pero el conjunto de varios signos nos puede indicar que hay enfermedad. 
Sondeo 
El sondeo alrededor de implantes no es tan fiable como el sondeo alrededor de dientes, ya que hay diferencias en la composición de los tejidos alrededor de un implante y un diente que van a tener un efecto en los valores de sondeo, como es la ausencia del ligamento periodontal, cemento radicular, inserción de fibras de tejido conectivo y también el ángulo de corona a implante.
La resistencia que ofrece la encía alrededor de dientes es mucho mayor a la periimplantaria, ya que la unión del tejido blando al implante es mucho más lábil y la probabilidad de que penetre la sonda a tejido conectivo es mayor. Esto puede provocar que la profundidad sondeable sea mayor o se pueda presentar sangrado al sondeo aunque el implante esté sano. Se recomienda por eso realizar el sondeo con una fuerza de 0,25N. (6,7)
Tratamiento
Como anteriormente mencionado la principal causa de la periimplantitis es el acúmulo de placa dental bacteriana en el implante, por lo que su remoción es el principal objetivo de los tratamientos. Para esto tenemos 2 grandes grupos de tratamientos, el tratamiento quirúrgico y el tratamiento no quirúrgico. (11) 
Tratamiento No quirúrgico
Existen diferentes opciones en las que el fin de todas es la descontaminación de la superficie del implante. (3)
No quirúrgico Mecánico
El tratamiento mecánico es el más común de estos tratamientos, que consiste en la remoción mecánica de la placa dental bacteriana usando diferentes aditamentos como: curetas de titanio, air-powder abrasive system, copas de hule y curetas de plástico. Importante en la selección del aditamento es recordar que si se usa un material que es más duro que la superficie del implante puede llevar a que se raye la superficie del implante, facilitando el acúmulo de placa. Se ha demostrado que el tratamiento mecánico por sí solo no es suficiente para tratar la periimplantitis, sino que se tiene que combinar con otro tratamiento no quirúrgico para poder tener un resultado positivo en el tratamiento. 
No quirúrgico Químico 
También tenemos la opción de hacer un tratamiento químico, que consiste en el uso de antibióticos locales o sistémicos y el uso de soluciones para irrigar la superficie del implante como puede ser: solución salina, clorhexidina, peróxido de hidrógeno, ácido cítrico, antibiótico tópico por ejemplo chips de doxiciclina o fibras de tetraciclina. Igual que el tratamiento mecánico se recomienda combinar lo con otro tratamiento para lograr efectos positivos, ya que or si solo no hay mejoras a largo plazo. (5)
No Quirúrgico con Láser
El tratamiento con láser es una tendencia nueva en el tratamiento de la periimplantitis en la que se usa sobre la superficie del implante para descontaminar la. Hoy en día faltan estudios para poder determinar su eficacia, pero los estudios actuales se ven prometedores. 
En conclusión podemos decir que le tratamiento no quirúrgico usando una combinación de tratamiento mecánico con químico puede ser una buena opción para tratar la periimplantitis en casos incipientes. 
Tratamiento quirúrgico
Entre las opciones que tenemos en el tratamiento quirúrgico de la periimplantitis es el uso de cirugías regenerativas o cirugías resectivas. Para saber cuál de los 2 procedimientos es el adecuado se tienen que evaluar los siguientes factores: Morfología del defecto (ancho, profundidad y paredes remantes del defecto), Posición del implante y si está o no comprometida la estética. La cirugía resectiva está indicada en defectos supraóseos, defectos de una sola pared, pérdida ósea horizontales y en zonas donde no se comprometa la estética. El objetivo de esto es dar le una arquitectura ósea a la que se pueda adaptar bien la encía, logrando una reducción del a profundidad sondeable y dejar una arquitectura de los tejidos mantenible para el paciente.(8)
Quirúrgico resectivo
La cirugía resectiva en implantes consiste en la elevación de un colgajo de grosor total, la descontaminación de la superficie del implante y la remodelación del hueso (osteoplastia y oestectomía), de forma que se adapte bien la encía. Es recomendable realizar durante el procedimiento la implantoplastía, que es el desgaste de la superficie del implante con el fin de dejar una superficie lo más lisa posible, de forma que se acumule menos biofim en la superficie del implante; esto ha demostrado dar mejores resultados de la cirugía a largo plazo. Para esta reducción de la superficie del implante se pueden utilizar diferentes fresas de diamante, carburo o cepillos de titanio. (9)
Explanación
En casos donde la pérdida ósea muy avanzada, protésicamente el implante no es restaurable, la estética está comprometida, el implante esta fracturado o la plataforma está dañada está indicada la explanación de este. Durante la extracción del implante es importante preservar la mayor cantidad de hueso posible, para facilitar la regeneración y la posible colocación de otro implante; para lograr esto se recomienda el uso de Trefinas, Kits para torque reverso (si el torque de remoción no excede los <200N), Fresas, Piezo-eléctrico y Láser. Lo más recomendable es el uso del kit de torque reverso ya que preserva la mayor cantidad de hueso, seguido de las trefinas, que tienen el porcentaje más alto de éxito en la remoción (96%).  La técnica de explotación que se elige debe ser basada en el grosor de la tabla cortical, defectos óseos y tiempos de colocación de próximo implante. Siempre es recomendable la elevación de un colgajos mucoperiostico para mejorar la visibilidad (excepto en el uso del kit de torque reverso) y también se recomienda el uso de cilindros guía si es que se va a usar una trefina, para que no se desvíe. (4)  
Quirúrgico Regenerativo
En defectos causados por periimplantitis donde el implante se encuentra en una buena posición, la estética está comprometida o el defecto tiene la morfología adecuada para contener injerto, se puede realizar una cirugía regenerativa. Se puede llegar a lograr una re-oseointegración de la superficie del implante previamente expuesta, esto solo si previamente se descontamina la superficie y se dan las condiciones necesarias para la regeneración de los tejidos. El procedimiento consiste en la elevación de un colgajo de grosor total, la descontaminación de la superficie del implante e injertar el defecto alrededor del implante con injerto óseo y el uso opcional de una membrana para cubrir este injerto. Los estudios demuestran que no hay una diferencia significativa si se usa o no una membrana, más bien el llenado del defecto depende más de la morfología de este. 
Se puede concluir que el tratamiento quirúrgico igual que el tratamiento no quirúrgico, si indicado nos puede dar buenos resultados en el tratamiento del a periimplantitis y alargar la vida de un implante previamente comprometido. 
Periimplantitis Retrógrada
Es un tipo de periimplantitis que inicia en el ápice del implante y causa la pérdida ósea del ápice del implante hacia coronal. Esta condición fue reportada por primera vez en 1992 de McAllister et. Al. Tienen una prevalencia de  0,26%, pero aumenta a 7,8% en implantes con un diente adyacente que presenta una infección endodóntica. Esta descrito que tiene  una correlación con la distancia a diente vecino con patología y tiempo transcurrido del tratamiento endodóntico. La etiología de esta condición no está bien conocida, pero se asocia a los microorganismos del diente vecino con infección pulpar o a microorganismos que quedaron después de una periodontitis apical de la zona.
Tratamiento Periimplantitis Retrógrada 
El mejor tratamiento de esta condición es la prevención, por lo que  se necesita un buen diagnóstico endodóntico de los dientes antes de la colocación del implante. Si la condición ya esta presente, se tiene que clasificar el caso en uno de los 4 tipos para poder determinar el tratamiento, ya que cada tipo requiere otro enfoque en el tratamiento: 
•	Clase I: Lesión causada por la desvitalización del diente por la colocación del implante
Tratamiento: Tratamiento de conductos en diente adyacente / Apicectomía del diente afectado / Posible remoción del implante 
•	Clase II: Lesión causada por la contaminación del implante a través de un diente adyacente con infección endodóntica
Tratamiento: Antibioticoterapia, Retratamiento / Apicectomía del diente afectado / Desbridamiento quirúrgico del implante con posible injerto óseo 
•	Clase III: Implantes colocados con una angulación muy vestibular o lingual de forma que ápice está fuera de hueso
Tratamiento: Acceso quirúrgico para ROG / Posible remoción del implante 
•	Clase IV: Lesión debida a la contaminación de una lesión previa de la zona 
Tratamiento: Antibioticoterapia / Desbridamiento quirúrgico del implante con posible injerto óseo / Posible remoción del implante
Esta reportado un éxito en el tratamiento de más de 90% a 4,5 años (10)
Conclusión
La periimplantitis es una enfermedad es una enfermedad todavía poco estudiada, lo que complica su tratamiento ya que cada caso es un poco diferente (diferentes causas, morfologías, superficies de implantes etc.) y porque todavía no hay un “gold standard” para su tratamiento 
Referencias